# 法爾德斯河

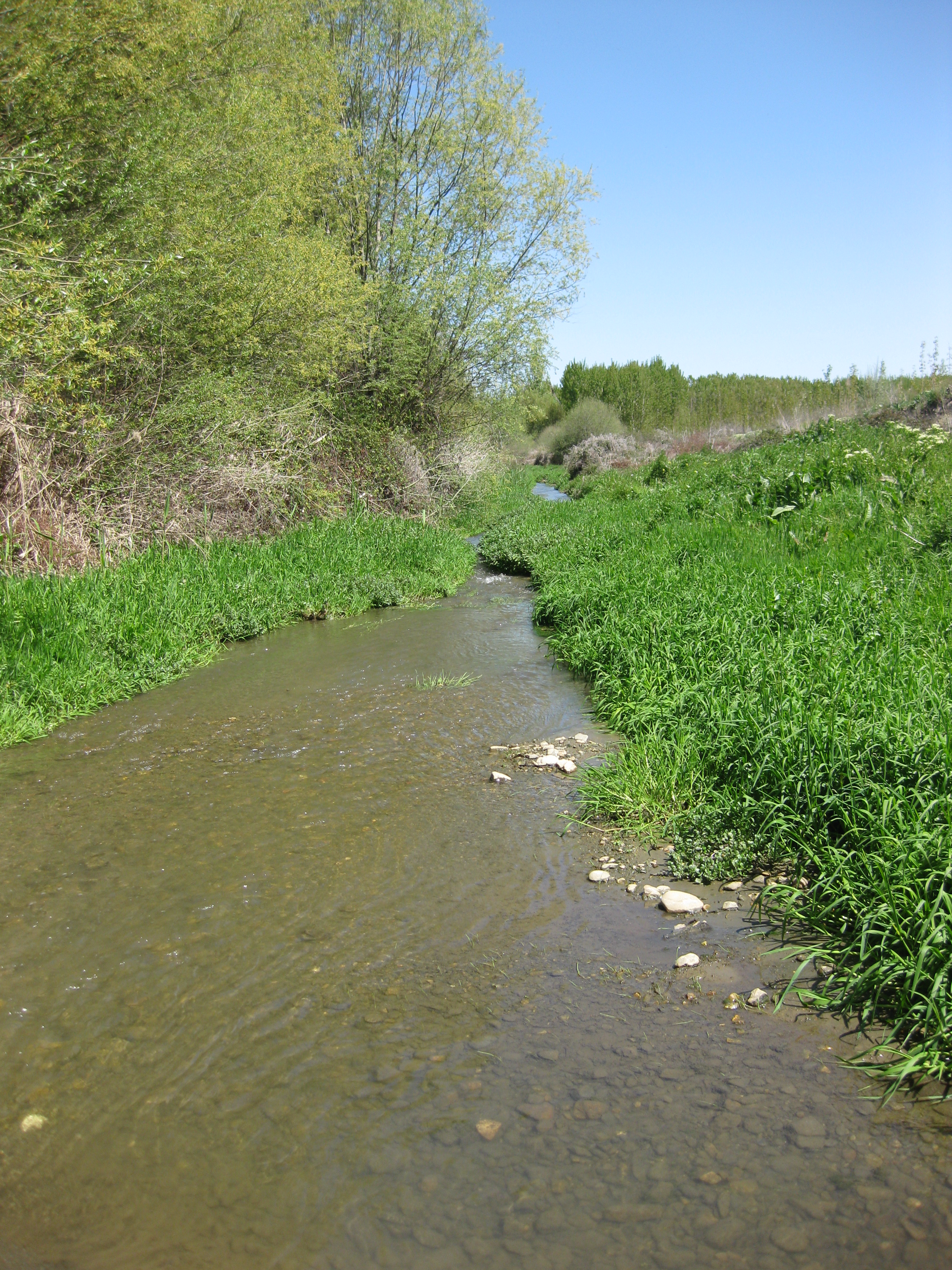
法爾德斯河

法爾德斯河（西班牙語：Río Fardes）是西班牙的河流，位於格拉納達省，處於瓜達幾維河流域，與瓜爾達爾河匯流成為瓜迪亞納梅諾爾河，河道全長74公里，集水區面積1,740平方公里。